# Änga-Tjännåsen
Änga-Tjännåsen är ett naturreservat i Hudiksvalls kommun i Gävleborgs län.
Området är naturskyddat sedan 2015 och är 380 hektar stort. Reservatet omfattar de tre höjder och består av hällmarkstallskog på topparna och gran längre ner. 